# Rast (Sauldorf)
Rast ist ein Ortsteil der Gemeinde Sauldorf mit 472 Einwohnern (Stand: 31. Dezember 2010) im Landkreis Sigmaringen in Baden-Württemberg.

## Geographie

### Geographische Lage
Das Dorf Rast liegt rund einen Kilometer südöstlich vom Hauptort Sauldorf und östlich der Ablachniederung. Auf der rund 688 Hektar (Stand: 31. Dezember 2010) umfassenden Gemarkungsfläche von Rast fließen der Auenbach (Mühlenbach) und das Weiherbächle.

### Ortsgliederung
Zu Rast gehören das Dorf Rast, Haus und Hof Im Bennerget, das Haus In Eichelenäcker, die Höfe In Nachtbuchen, Mühle und der Riedbauernhof.

## Geschichte
Rast wurde erstmals 1056 als Rasta (althochdeutsch rasta = Strecke Wegs, nach der man rastet; Station) im Zusammenhang mit der Vergabe von Anteilen an einer „Basilika“ durch Graf Eberhard von Nellenburg an das Kloster Reichenau urkundlich erwähnt. Der anscheinend aus einer Straßenstation entstandene Ort lag im Pagus Ratoldesbuch (Ratoltespuoch), dem auch die Nachbardörfer Sentenhart und Mindersdorf angehörten. Die Entstehung des Ortsnamens könnte auf eine alte Heerstraße des Fränkischen Reichs zurückzuführen sein. Sie führte von Ulm über Stockach und Petershausen nach Zürich. In Rast war wohl eine Verpflegungsstätte, wo sich die Soldaten ausruhen konnten. Daher dürfte die Entstehung des Ortsnamens Rast auf „rasten“ und „ausruhen“ zurückzuführen sein. Diese einfache Deutung des Namens ist besonders einleuchtend, wenn man Rast in Verbindung mit einigen Nachbarorten sieht und sie weist zugleich darauf hin, dass die Namensgebung vor das Jahr 1000 zurückfällt. Um diese Zeit war die Gegend Königsgut, später kaiserliches Lehen des Klosters Reichenau mit der Auflage „freie Gastung für König und Gefolge“ zu gewähren. Der Kern des Dorfes dürfte um diese Zeit an der merkwürdig ringförmigen Straßenführung gewesen sein.
Die Zimmerische Chronik nennt eine Burg zu Rast, die ein Hans Wältin aus Zurzach 1469 an den Meßkircher Kaplan Heinrich Heckern verkaufte. Die heutigen Straßennamen „Falltorgasse“ und „Hoföschle“ könnten darauf zurückzuführen sein. Dagegen steht fest, dass ab 1238 bis 1468 ein Ortsadel bestand, der sich nach Rast benannte. Von dieser niederadligen, ursprünglich zur Ministerialität des Klosters Reichenau gehörigen Familie werden Angehörige auch als Bürger von Überlingen genannt.

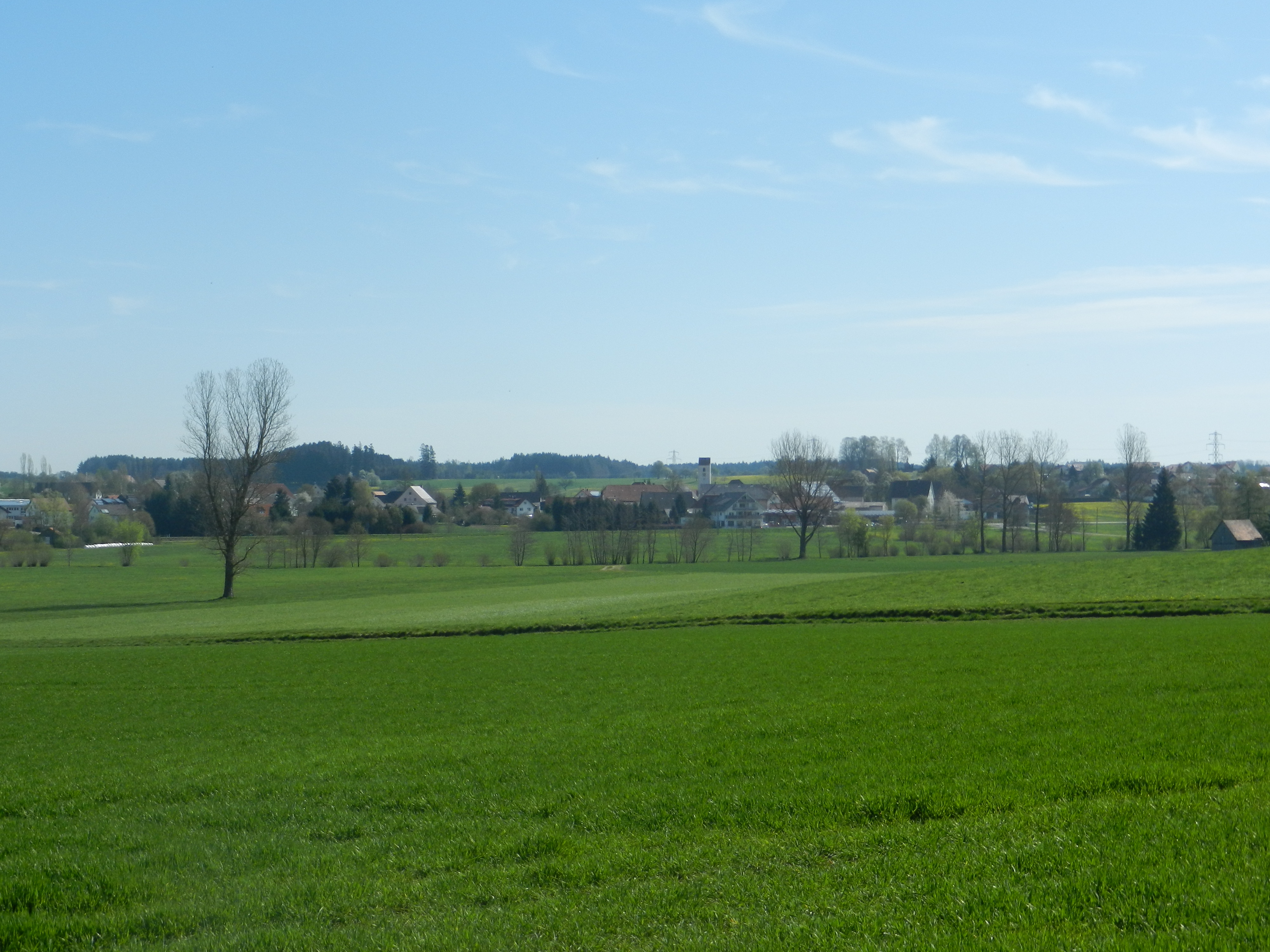
Südwestansicht von Rast

Die Besitz- und Rechtsverhältnisse des Dorfes wechselten im Laufe der Jahrhunderte häufig. Um das Jahr 1300 gab es zwar Eigentum, aber überwiegend waren Leib- und Schupflehen üblich. Rast war in Sachen Gerichtsbarkeit und Steuerhoheit dem Kloster Petershausen bei Konstanz unterworfen, der Reichsabt hatte die Niedere Gerichtsbarkeit und die Grundherrschaft inne. Die Hochgerichtsbarkeit stand der Grafschaft Sigmaringen zu.
Später stand die Landeshoheit dem Fürstentum Hohenzollern-Sigmaringen zu, dem Rechtsnachfolger der Grafschaft Sigmaringen. Im Jahr 1458 kaufte das Kloster Wald zwei Höfe und den sechsten Teil des Gerichts zu Rast. 1517 hatte Gottfried Werner von Zimmern das Vogtrecht zu Rast, Sauldorf und Walbertsweiler. Rast lag in der petershausischen Herrschaft Herdwangen, ab 1776 Obervogteiamt Herdwangen. Im Gegensatz zu Herdwangen und Sauldorf, wo der Abt den Pfarrer ernannte, war es in Rast der Deutschordens-Landkomtur in Altshausen. Entsprechend lag die Kirchenbaulast in ersteren beiden Orten beim Kloster, in Rast bei der Deutschordenskommende Mainau. Der berühmte Baumeister des Deutschen Ordens Johann Caspar Bagnato reichte am 5. Februar 1729 Umbauvorschläge für das Pfarrhaus ein.
Im 18. Jahrhundert regelte deshalb die hochkomplizierte Herrschaftsverfassung von Rast die Ansprüche der drei konkurrierenden Herren – dem Reichsabt von Petershausen, dem Fürst von Hohenzollern-Sigmaringen und der Deutschordenskommende Mainau –, die der selbstbewussten und streitbare dörflichen Gemeinde sowie die von einer extremen Besitzungleichgewichts bestimmten Sozialverhältnisse mit wenigen wohlhabenden Bauern und einer Überzahl armer Tagelöhner und Handwerker. Bis in die Neuzeit war Rast ein von der Landwirtschaft geprägtes Dorf. Über Generationen war die Raster Gesellschaft in zwei Klassen geteilt, die aufeinander aber angewiesen waren: die Großbauern und die Tagelöhner. Im 18. Jahrhundert bewirtschafteten 16 Groß- und Mittelbauern 90 Prozent der Felder und Wiesen. Dafür brauchten sie die Tagelöhner als saisonale Hilfskräfte. Die Tagelöhner hielten sich als Ziegenbauern mühsam über Wasser.
Als der petershausische Besitz durch die Säkularisation 1803 an das Großherzogtum Baden fiel, mussten die Herrschaftsverhältnisse zwischen Baden und Hohenzollern-Sigmaringen geklärt werden. Mit Vertrag vom 22. und 27. Juni 1812 löste Baden die Ansprüche Hohenzollerns in Rast ab, indem es den Ort Ablach abtrat. Heute gehört Rast zur Gemeinde Sauldorf, Ablach zur Gemeinde Krauchenwies. Der heutige Grundbesitz des Markgrafen von Baden auf der Gemarkung Rast ist noch auf die Säkularisation zurückzuführen. Zunächst wurde Rast dem badischen Amt Herdwangen unterstellt, dieses wurde 1813 dem Bezirksamt Pfullendorf zugeschlagen. Sentenhart war zu diesem Zeitpunkt der Gemeinde Rast zugeordnet. Rast lag im badischen Amt Meßkirch, später Bezirksamt Meßkirch.
Im 19. Jahrhundert veränderte sich einiges. Es fielen die Feudalrechte, die gemeinschaftliche Brache wurde abgeschafft, 48 bäuerliche Grundbesitzer beschlossen eine Flurbereinigung. Armut blieb aber für viele Tagelöhner das fast unausweichliche Schicksal. Kinder gingen statt zur Schule zum Betteln. Familien versuchten der Armut zu entgehen und wanderten nach Patagonien aus. In der zweiten Hälfte des 19. Jahrhunderts zeichnen sich Etappen der ländlichen Modernisierung mit dem Übergang zur Individuallandwirtschaft, der Vereinödung und der beginnenden Technisierung des bäuerlichen Alltags ab, aber auch die noch immer drückende Armut im Ort mit zahlreichen Auswanderern und in der Nachbarschaft bettelnden Kindern.
1906 wurde eine gemeindeeigene Wasserversorgung gebaut. Und 1920 wurde Rast an das Stromnetz angeschlossen. 1936 kam der Amtsbezirk Meßkirch zum badischen Landkreis Stockach. Anfang Mai 1945 waren rund 300 französische Soldaten in Rast einquartiert.
Im Zuge der Gemeindegebietsreform in Baden-Württemberg kam die selbstständige Gemeinde Rast am 1. Januar 1974 zur neu gebildeten Gemeinde Wasser, die am 25. Juni 1974 in „Sauldorf“ umbenannt wurde.

## Religionen
Rast wurde erstmals im Jahre 1142 eine katholische Pfarrei erwähnt. Doch bestand schon vor 1056 eine „Basilika“. Die Pfarrkirche kam im Jahr 1362 vom Kloster Reichenau im Tausch gegen andere Güter an die Deutschordenskommende Mainau, der sie inkorporiert wurde. Ihr Patronat kam durch die Säkularisation bis 1918 an den Großherzog von Baden. In der Pfarrei besteht eine St.-Othmars-Bruderschaft, die bis 1490 zurückreicht und die einzige ihrer Art in der Erzdiözese Freiburg ist. Sie wurde von Abt Martin von Petershausen im Jahr 1490 in Rast errichtet und soll als Bruderschaft dem Vorbild des Heiligen Othmar, der Abt von St. Gallen war, dem Nächsten im Gebet und Werk dienen. Der Heilige Othmar musste in Werd bei Stein am Rhein in Verbannung leben und starb dort am 16. November 759. Die katholische Pfarrei St. Michael wurde später von Meßkirch aus versorgt.
Evangelische Christen sind ebenfalls nach Meßkirch eingepfarrt.

## Wappen
Das Wappen der ehemaligen Gemeinde trägt ein stehender, rot bewehrter schwarzer Schwan auf silbernem Grund, das frühere Wappen des Adelsgeschlechts. Es wurde 1895 als Gemeindewappen und Siegel übernommen.

## Sehenswürdige Bauwerke

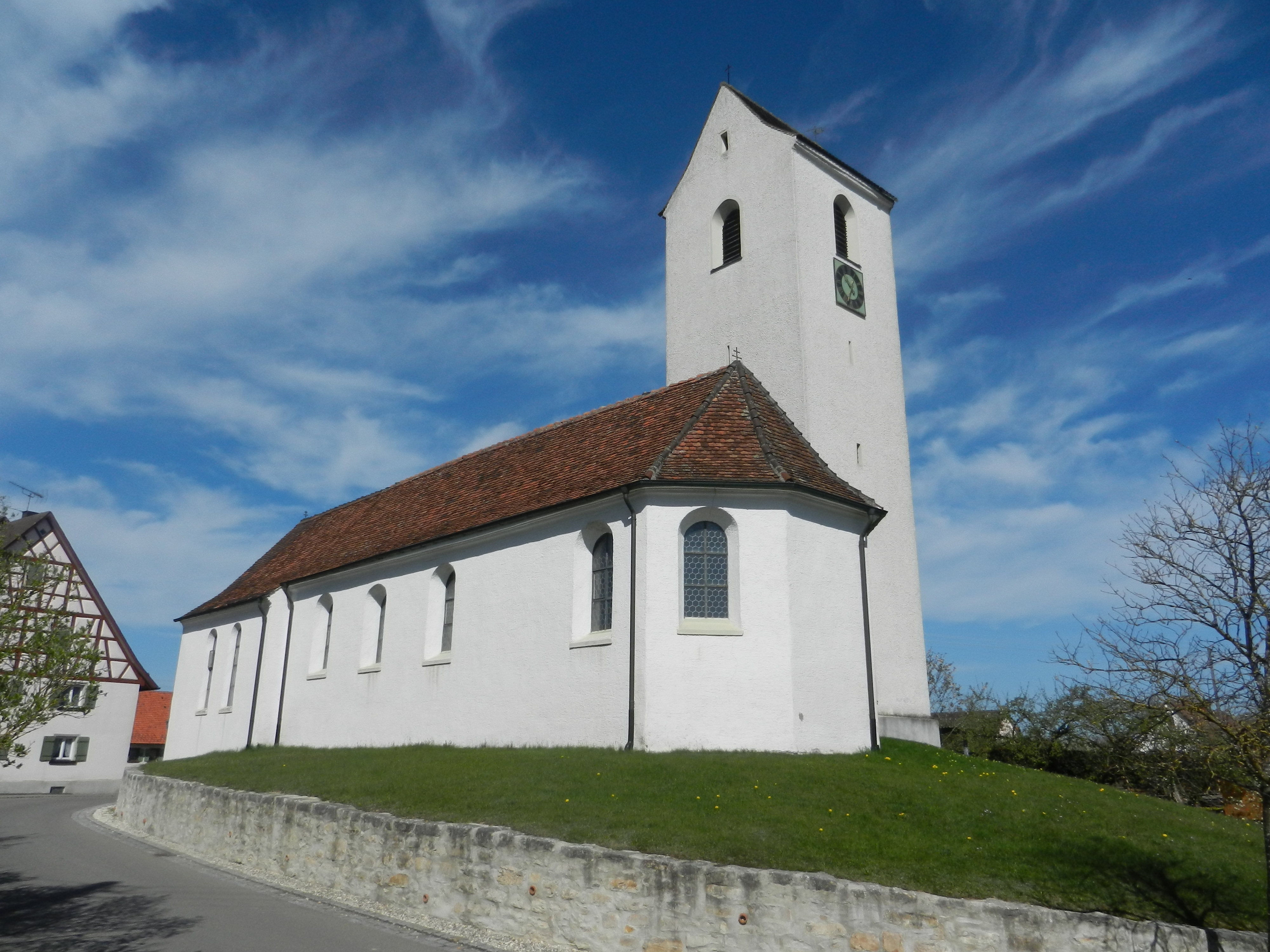
St. Michael in Rast

Die Kirche St. Michael wurde vermutlich im 17. Jahrhundert erbaut und dem heiligen Erzengel Michael geweiht. Sie geht auf einen Vorgängerbau zurück, der 1056 als „Basilika“ (Rundkirche) erwähnt wurde. Der Chorraum der heutige Kirche könnte die ursprüngliche Rundkirche aus jener Zeit sein. Der wuchtige Kirchturm mit Schießscharten stammt vermutlich aus dem 13. Jahrhundert. Das Sakralbauwerk wurde 1921 renoviert und 1951/52 durch einen Anbau erweitert. Von den drei Glocken im Turm ist die große Glocke aus dem Jahr 1522 mit der schönen Minuskelschrift erwähnenswert. Die beiden weiteren Glocken wurden 1953 neu angeschafft, weil ihre Vorgängerinnen 1943 zu Kriegszwecken eingeschmolzen worden waren.

## Bildung
- Auentalschule Sauldorf, Grundschule

## Persönlichkeiten, die vor Ort gewirkt haben
- Anton Binder, Altbürgermeister und späterer Ortsvorsteher von Rast, Heimatkundler
- Arnold Stadler, Schriftsteller, seit 1999 Büchner-Preis-Träger und seit 2002 Träger der Verdienstmedaille des Landes Baden-Württemberg, aufgewachsen und wohnhaft in Rast.